# سمالاهاو

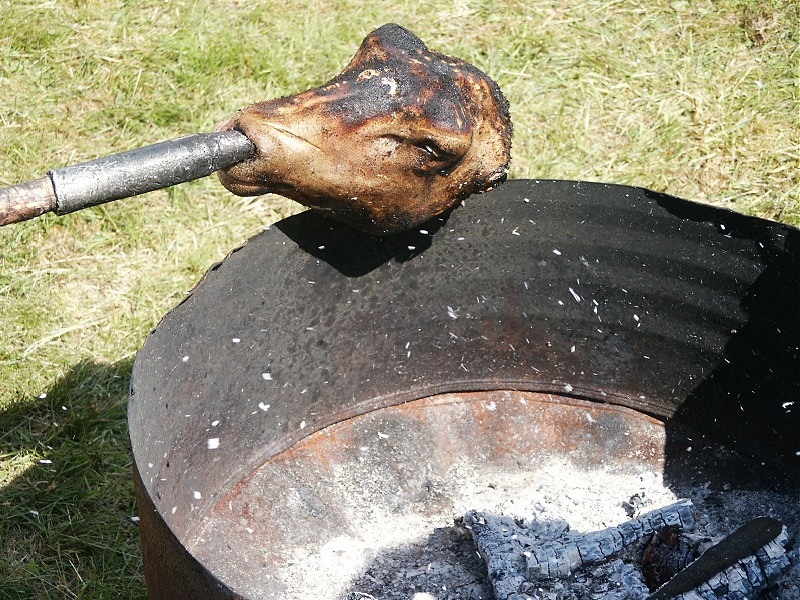
کز دادن پشم از سر بره

سمالاهاو یک غذای سنتی متعلق به نروژ غربی است که معمولاً از سر گوسفند تهیه می‌شود و معمولاً قبل از کریسمس صرف می‌شود. نام این غذا از ترکیب ۲ لغت hove به معنای سر و smale به معنای گوسفند است.